# Braúna
Braúna este un oraș în São Paulo (SP), Brazilia.